# 무카이치 미온
무카이치 미온(일본어: 向井地 美音, 1998년 1월 29일 ~ )은 일본의 아이돌이며, 여성 아이돌 그룹 AKB48의 멤버이자 AKB48 그룹 3대 총감독이다.
사이타마현 출신. Mama & Son 소속.

## 내력
아역 시절
- 2009년까지 센트럴 아역 탤런트에 소속해, 아역으로서 활동[1]. 일시 휴업 후, 2011년부터 2012년까지 이 컨셉트에 소속해 있었다[2].

2013년
- 2013년, AKB48의 연구생 (15기생)으로서 활동을 시작했다.[3].

2014년
- 2월 24일, Zepp DiverCity에서 개최된 《AKB48 그룹 대조각 축제》에서, 팀4로 승격하는 것이 발표되었다[4].

2015년
- 3월 25일, 사이타마 슈퍼 아레나에서 열린 《AKB48 영멤버 전국 투어 ~미래는 지금부터 만든다~》의 첫 날 공연에서 새로 결성된 7인조 그룹 《덴덴무Chu!》 참여가 발표되었다.
- 3월 26일, 사이타마 슈퍼 아레나에서 개최된 《AKB48 봄의 단독 콘서트 ~차기 총감독 아직 수행중~》에서, 팀K로의 이동이 발표되었다.
- 5월부터 6월에 걸쳐 실시된 《AKB48 41st 싱글 선발 총선거》에서는 44위로, 넥스트 걸즈에 선출되었다[5].

2016년
- 3월 21일, AKB48의 44th 싱글 〈날개는 필요 없어〉로 첫 표제곡 센터를 맡는 것이 발표되었다[6].
- 5월부터 6월에 걸쳐 실시된 《AKB48 45th 싱글 선발 총선거》에서는 13위로, 첫 선발 멤버에 선출되었다[7].

2017년
- 9월 5일부터 카토 레나와 함께 AKS에서 프로덕션 오기의 계열사인 Mama & Son으로 옮겼다고, 자신의 SHOWROOM에서 소속 사무소의 이적을 발표했다.

2018년
- 12월 8일, AKB48 극장에서 열린 〈AKB48 13주년 특별 기념 공연〉에서 차기 총감독으로 지명되었다.[8]

## AKB48에서의 참가곡

### 싱글 CD 선발곡
- 〈ハート・エレキ 하트 일렉트릭 기타〉에 수록
  - 君の瞳はプラネタリウム / 네 눈동자는 플라네타리움 - 연구생 명의
- 〈前しか向かねえ 앞 밖에 보지 않아〉에 수록
  - 秘密のダイアリー / 비밀 다이어리 - Baby Elephants 명의
- 〈ラブラドール･レトリバー 래브라도 리트리버〉에 수록
  - ハートの脱出ゲーム / 하트 탈출 게임 - 팀4 명의
- 望的リフレイン / 희망적 리프레인
  - 目を開けたままのファーストキス / 눈을 뜬 채로 한 퍼스트 키스 - 팀4 명의
- 〈Green Flash〉에 수록
  - 春の光 近づいた夏 / 봄의 빛 다가온 여름
  - ヤンキーロック / 양키 록
- 僕たちは戦わない / 우리는 싸우지 않아
- 〈ハロウィン・ナイト 할로윈 나이트〉에 수록
  - 水の中の伝導率 / 물 속의 전도율 - 넥스트 걸즈 명의
  - 一歩目音頭 / 첫발째 음두
  - ヤンキーマシンガン / 양키 머신건
- 〈唇にBe My Baby 입술에 Be My Baby〉에 수록
  - 君を君を君を… / 너를 너를 너를… - 차세대 선발 명의
  - マドンナの選択 / 마돈나의 선택 - 레낫치 총선거 선발 명의
  - お姉さんの独り言 / 언니의 혼잣말 - 팀K 명의
  - 背中言葉 / 등 너머로 하는 말
- 君はメロディー / 너는 멜로디
  - LALALAメッセージ / LALALA 메시지 - AKB48 차세대 선발 명의
- 翼はいらない / 날개는 필요 없어
  - 哀愁のトランペッター / 애수의 트럼펫터 - 팀K 명의
- LOVE TRIP/しあわせを分けなさい / LOVE TRIP/행복을 나눠라
  - BLACK FLOWER

### 앨범 CD 선발곡
- 《次の足跡 다음 발자국》에 수록
  - 散ればいいのに… / 떨어지면 좋을텐데…
- 《ここがロドスだ、ここで跳べ! 여기가 로도스다, 여기서 뛰어라!》에 수록
  - 涙は後回し / 눈물은 뒷전 - 팀4 명의
  - 僕たちのイデオロギー / 우리의 이데올로기
- 《0と1の間 0과 1 사이》에 수록
  - 愛の使者 / 사랑의 사자 - 팀K 명의
  - あれから僕は勉強が手につかない / 그때부터 나는 공부가 손에 잡히지 않는다 - 덴덴무Chu! 명의

### 극장 공연 유닛곡
AKB48 연구생 공연 〈파자마 드라이브〉 공연
- 天使のしっぽ / 천사의 꼬리

팀4 2nd Stage 〈손을 잡으며〉 공연
- Glory days ※
※아이가사 모에의 언더
- チョコの行方 / 초코의 행방 ※
※마에다 미츠키의 언더

팀K 웨이팅 공연 II 〈최종 벨이 울린다〉 공연
- 19人姉妹の歌 / 19인 자매의 노래
※치카노 리나의 언더

팀4 3rd Stage 〈아이돌의 새벽〉 공연
- 残念少女 / 유감 소녀

팀K 8th Stage 〈최종 벨이 울린다〉 공연
- 初恋泥棒 / 첫사랑 도둑

## 출연

### 드라마
- 토시이에와 마츠~카가 백만석 이야기~ (2002년, NHK) - 하츠히메 역
- 웨딩 플래너 SWEET 델리버리 (2002년, 후지 TV) - 키타무라 사키 역
- 홈&어웨이 (2002년, 후지 TV) - 여자 아이 역
- X'smap~호랑이와 라이온과 5명의 남자~ (2004년, 후지 TV) - 여자 아이 역
- 언페어 (2006년 1월 ~ 3월, 칸사이 TV) - 사토 미오 역
  - 언페어 the special 《코드 브레이킹~암호 해독》 (2006년 10월 3일, 칸사이 TV)
  - TV 스페셜 언페어 the special 《더블 미닝~이중 정의》 (2011년 9월 23일, 칸사이 TV)
- 의룡-Team Medical Dragon- 제3화 (2006년, 후지 TV) - 후지요시 쥬리 역
- 금요 프레스테이지 아빠의 눈물로 아이는 자란다 (2007년 6월 15일, 후지 TV) - 카와무라 카야 역
- 플라이트 패닉 (2007년 10월 20일, 후지 TV) - 야나기모토 메구미 역
- 워킹맨 최종화 (2007년 12월 19일, 닛폰 TV) - 야마구치 미사키 역
- 금요 프레스테이지 외과의 하토무라 슈고로 V 피로 물든 도전장 I (2009년 3월 27일, 후지 TV) - 사사오카 카스미 역
- 세일러 좀비 제2화 (2014년 4월 26일, TV 도쿄) - 거대 좀비 역
- 마지스카 학원 4 (2015년 1월 ~ 3월, 닛폰 TV) - 지세다이 역
- 마지스카 학원 5 (2015년 8월 25일, 닛폰 TV) - 지세다이 역
- 극장령으로부터의 초대장 제8화 〈회귀〉 (2015년 11월 19일, TBS) - 주연
- AKB 호러 나이트 아드레날린의 밤 제21화 〈언니〉 (2015년 12월 17일, TV 아사히) - 주연

### 영화
- 춤추는 대수사선 THE MOVIE 2 레인보우 브릿지를 봉쇄하라! (2003년 7월 19일, 토호) - 리카코 역
- 언페어 the movie (2007년 3월 17일, 토호) - 사토 미오 역
- 게게게 노 키타로 천년 저주의 노래 (2008년 7월 12일, 쇼치쿠) - 세번째 코다마·장녀 하루카 역
- 트와일라이트 신드롬 데드 크루즈 (2008년 8월 2일, 졸리 로저)
- 언페어 the end (2015년 9월 5일, 토호) - 사토 미오 역

### 교육 프로그램
- NHK 고교 강좌 일본사 (2014년 4월 18일 ~ , NHK 교육 텔레비전)

### 다큐멘터리
- NNN 다큐먼트 '16 〈18세･･･학생 수첩과 나의 한 표〉 (2016년 8월 21일, 닛폰 TV) - 내레이션

## 서적

### 잡지
- LOVE berry (2015년 12월 25일 ~ , 토쿠마 쇼텐) - 전속 모델